# Mieczysław Warmus
Mieczysław Warmus (1º giugno 1918 – Australia, 20 settembre 2007) è stato un informatico e matematico polacco, precursore dell'informatica polacca.
Fu professore ordinario dell'Accademia Polacca delle Scienze e autore di un centinaio di pubblicazioni scientifiche.
Studiò alla scuola Stefan Batory a Varsavia. Nel 1944 partecipò alla Rivolta di Varsavia. Dopo la guerra studiò alla scuola di matematica a Breslavia. Dal 1961 al 1968 lavorò all'Accademia Polacca delle Scienze (PAN) e poi diventò professore dell'Università di Varsavia e della Università di Wollongong in Australia.
È sepolto nel Cimitero Powązki a Varsavia.